# Merhawi Kesete
Merhawi Kesete (6 novembre 1993) è un calciatore eritreo, difensore dell'Asmara Brewery.

## Carriera

### Club
Ha giocato in patria con l'Asmara Brewery.

### Nazionale
L'11 novembre 2011 ha esordito con la Nazionale eritrea nella partita pareggiata per 1-1 contro il Rwanda e valevole per le qualificazioni ai Mondiali 2014.